# Иванов, Николай Егорович
Николай Егорович Иванов (10 июля 1947, Бобров, Воронежская область — 7 мая 2010, Санкт-Петербург) — советский футболист, защитник, полузащитник. Мастер спорта СССР.
Выступал за команды «Торпедо» Таганрог (1966—1970, вторая группа класса «А», класс «Б»), СКА Ростов-на-Дону (1970—1973, высшая лига), «Динамо» Ленинград (1973—1978, вторая, первая лиги).
Финалист Кубка СССР 1971.
Скончался 7 мая 2010 года в возрасте 62 лет. Похоронен на Смоленском православном кладбище Петербурга.